# Bulbophyllum mearnsii
Bulbophyllum mearnsii là một loài phong lan thuộc chi Bulbophyllum.